# Familie Zero
Als Familie Zero bezeichnete der Schweizer Psychiater und Eugeniker Josef Jörger 1905 seine Untersuchungsobjekte, die Menschen einer jenischen Familie im Kanton Graubünden.
Indem er «con amore die Lebendigen verfolgte, den Toten in Urkunden und Gerichtsakten nachstöberte und so Elend über Elend auf einen Namen häufte» begann Jörger 1886 seine erbbiologischen Studien über die Mitglieder jenischer Familien. Eine nach seiner Einschätzung durch «Abirrungen vom gewöhnlichen Familientypus» wie «Vagabundismus» – «Alkoholismus» – «Verbrechen» – «Unsittlichkeit» – «Geistesschwäche» – «Geistesstörung» – «Pauperismus» charakterisierte Gruppe der Jenischen nannte er die «Familie Zero». 1905 konnte Jörger diese Studie im Münchener Archiv für Rassen- und Gesellschaftsbiologie veröffentlichen.
Eine zweite Studie Jörgers – über eine «Familie Markus» – wurde 1918 in der Zeitschrift für die gesamte Neurologie und Psychiatrie abgedruckt und 1919 zusammen mit der Studie über die «Familie Zero» unter dem Titel «Psychiatrische Familiengeschichten» als Buch vom Springer-Verlag herausgegeben.
Jörger kam zum Schluss, dass die «Familie Markus» eine ursprünglich aus dem Deutschen Reich stammende, im 18. Jahrhundert aus Österreich nach Graubünden gekommene vagabundierende Familie sei, die auf einen Bauernstamm, die «Familie Zero» aufgepfropft wurde: eine «Bastardierung von Bauer und Vagantin».
Die Schweizer Schriftstellerin Mariella Mehr beschreibt in mehreren ihrer Werke die Verfolgung der Jenischen in der Schweiz, deren psychiatrisch-eugenische Grundlagen auf den Thesen Jörgers fussten. Jörgers Arbeiten über Schweizer Jenische waren auch für die nationalsozialistische Rassenhygiene in Deutschland von grosser Bedeutung. Nicht nur eine Vielzahl eugenisch-rassenhygienischer Schriften bezog sich auf die Familie Zero, sogar für das Unterrichtsmaterial der Volksschule wurden Jörgers Arbeiten verwendet. Im Protokoll einer Lehrerratssitzung vom 15. Februar 1935 ist zu lesen: [...] Hierauf sprechen die Fachlehrer für Biologie [...] über ihre bisher gemachten Unterrichtserfahrungen und betonen vor allem das sehr große Interesse, das von seiten der Schülerinnen dem Stoff entgegengebracht wird. [...] Vom Ministerium empfohlene «Wandtafeln für den rassen- und vererbungskundlichen Unterricht» enthielten die Beschriftung «Minderwertiges Erbgut ‹Familie Zero›».

## Psychiatrische Familiengeschichten
Seine «Psychiatrischen Familiengeschichten» lieferten anhand der kommentierten Stammbäume von zwei jenischen Familien deren Kollektivdiagnose als «erbkrank». Die von Jörger erfundenen «anonymisierenden» Decknamen für jenische Sippen übernahm der Leiter des Hilfswerks Kinder der Landstrasse bei der Pro Juventute, Alfred Siegfried. Familie Mehr wurde so zur Familie Zero entwertet. Josef Jörgers wissenschaftliche Diffamierung der Jenischen fand in den Forschungen des deutschen Rassentheoretikers Robert Ritter ihren Fortgang. Ritter berief sich auf Schweizer Gewährsleute und verfertigte psychiatrische Familiengeschichten und Stammbäume von fahrenden Familien in Deutschland. Mit Unterstützung von Unterbehörden und Polizei erfasste die von Ritter geleitete Rassenhygienische und Bevölkerungsbiologische Forschungsstelle im Reichsgesundheitsamt ab 1937 in einem Zigeunersippenarchiv «Zigeuner» – Voraussetzung für die Auschwitz-Deportationen ab Februar/März 1943, später dann in einem Landfahrersippenarchiv, das allerdings seine Nachforschungen regional eng begrenzt betrieb und sie 1944 beendete, Jenische und andere zu «Asozialen» erklärte Fahrende.
1911 beschrieb Jörger die Familie Zero mit den Worten: «Die Familie Zero ist aus einem tüchtigen Bauerngeschlechte hervorgegangen durch Heirat mit heimatlosen und vagabundierenden Weibern. Ihre Geschichte zeigt, wie durch Alkohol (speziell Schnaps) und durch schlechtes Milieu – diese beiden Faktoren sind in unserm Falle immer unzertrennlich verbunden – eine Sippe von Wanzen der menschlichen Gesellschaft entsteht und sich fortpflanzt.»

## Sekundärliteratur
Ute Gerhard beschreibt in ihrer Arbeit «Nomaden» – Zur Geschichte eines rassistischen Stereotyps und seiner Applikation den Zusammenhang zwischen den Arbeiten Jörgers und der Verfolgung der Jenischen im Nationalsozialismus:

„Für Eugenik und Rassenhygiene werden Entwurzelung, Zerstreuung, und Vermischung zu Faktoren des Degenerationsprozesses und gleichzeitig zu Merkmalen des Degeneriertseins. […] Hervorheben möchte ich an dieser Stelle vielmehr den auf diese Weise konstruierten »Vaganten« bzw. den «nichtseßhaften Mensch», der in den 30er Jahren zum Objekt disziplinierender und insbesondere eugenischer Maßnahmen wird. Instanzen dieser Entwicklung sind vor allem genealogische Studien wie die des Direktors der «Irrenanstalt Waldhaus-Chur», Dr. J. Jörger […] Jörgers Arbeit erlangt zumindest in Deutschland ziemliche Popularität und wird an verschiedenen Stellen, als gelungenes Beispiel für die wissenschaftliche Arbeit und als Beweis für die Notwendigkeit eugenischer Maßnahmen bis hin zur Sterilisation angepriesen. […] Der «Vagabundismus» fungiert hier nicht nur als eine Devianz neben anderen, sondern als Ursache der zahlreichen «Abirrungen» und «Entartungen». Schon die symbolische Dimension des Begriffs «Abirrung» scheint die generelle Verbindung zum Vagabundieren nahezulegen. […] Die in der Erzählung der «Vagantengeschichte» bei Jörger gebündelten symbolischen Merkmale bestimmen auch die eugenisch-psychiatrische Diagnostik der nächsten Jahrzehnte. Sie erfahren durch die Zuordnung des Vaganten zum «getarnten Schwachsinn» noch eine weitere Verschärfung, die dann in der Figur des «seßhaften Vaganten» bei dem bekannten «Zigeunerforscher» Ritter ihre Ergänzung findet. Ihm geht es gerade auch um die Erfassung und «Ausschaltung» der «Vaganten, die gar nicht mehr vagant» sind. Für den psychiatrischen Blick ist es die Figur des «unsteten Psychopathen», eines «rein charakterologischen Vagabunden», gekennzeichnet durch «rasche Wechsel» und das Fehlen «übergeordneter und beharrender Ziele». Die von Werner Villinger etwa noch betonte fehlende «Selbststeuerungsfähigkeit» unterstreicht die für den Vaganten und für das dabei realisierte Stereotyp des Nomaden wichtige Merkmal, nämlich die in Opposition zum »Wanderer« nicht vorhandene autonome Individualität.“

Die Autoren Gustav Hofmann, Brigitte Kepplinger, Gerhart Marckhgott und Hartmut Reese stützen Teile ihres Gutachten zur Frage des Amtes der Oö. Landesregierung, ob der Namensgeber der Landes-Nervenklinik Julius Wagner-Jauregg als historisch belastet angesehen werden muss ebenfalls auf Josef Jörgers Familie Zero:

„[Die] Verhinderung der Fortpflanzung «Minderwertiger» [stand] im Mittelpunkt der Bemühungen der eugenischen Bewegung. Man konzentrierte sich auf die Erforschung der Vererbung von Krankheiten und von Merkmalskomplexen wie «Asozialität», «Kriminelle Veranlagung», «Alkoholismus», «Schwachsinn» sowie auf die Entwicklung entsprechender Maßnahmenkonzepte. […] Gleichzeitig erschien eine Reihe von Arbeiten, in denen die Geschichte «asozialer» Familien dargestellt und als Beweis für die Vererbbarkeit krimineller Anlagen herangezogen wurde. Eine der frühesten dieser Studien ist die […] Abhandlung «Die Familie Zero». Solche Familiengeschichten sollten in den folgenden Jahren vermehrt als Beleg für die Notwendigkeit dienen, Mitglieder dieser «asozialen» Familien von der Fortpflanzung auszuschließen. […] Als fiktive Namen der untersuchten Familien wurden immer Begriffe herangezogen, die die inferiore Qualität dieser Personen charakterisieren sollten. Die Zero gehörten zu den Jenischen, einem fahrenden Volk ähnlich den Roma und Sinti. Sie wurden und werden bis in die Gegenwart ausgegrenzt und diskriminiert und gehörten – wie Roma und Sinti – zu den aus «rassischen» Gründen Verfolgten des Nationalsozialismus. […] Allerdings eröffnet Ploetz mit seiner Neufassung die Möglichkeit einer wesentlichen Akzentverschiebung des Begriffsinhalts: er stellt die «Rasse» als mögliches Objekt der Eugenik in den Mittelpunkt und nennt in seiner Definition explizit die «Ausschaltung von […] Unterrassen […] aus dem Rasseprozess», also die «Reinigung» einer bestehenden Rasse von «rassefremden» Elementen als Dimension der Rassenhygiene. […] Auch in den entsprechenden Aufsätzen des «Archiv für Gesellschafts- und Sozialbiologie» wird der Begriff «Rasse» in allen oben angeführten Bedeutungen verwendet – so z. B. ist die Rede von «niedersächsischer Rasse», oder die einige hundert Menschen umfassende Bevölkerung eines Schweizer Tales wird als «Rasse» bezeichnet: ‚[…] ein einsames Bergtal der Schweiz, […] ein Ort, wo sich Rasseneigentümlichkeit und Rassenreinheit sehr gut entwickeln und erhalten konnten.‘“